# Línia R11
La línia R11 (anteriorment Ca2) és un servei de ferrocarril regional entre Barcelona-Sants i Portbou per Girona de Rodalies de Catalunya, de la Generalitat de Catalunya, i operada per Renfe Operadora que circula a través de línies de ferrocarril de via d'ample ibèric d'Adif.
El servei transcorre totalment a través de la línia Barcelona-Granollers-Girona-Figueres-Portbou.

## Història
A la història de la línia de Barcelona a Portbou es poden observar clarament tres etapes: el primer tram obert al públic entre Barcelona i Granollers, la prolongació fins a Girona i, finalment, la connexió amb França, a la frontera de Portbou.
El 1854 s'inaugurava el ferrocarril de Barcelona a Granollers, la tercera línia ferroviària de Catalunya, i molt aviat se'n decidí la prolongació vers al nord i la frontera. El 1860 entrà en servei l'ampliació fins a Maçanet de la Selva. Poc després, la línia de l'interior ja enllaçava amb la línia de la Costa (que arribà a Maçanet el 1861). Les dues empreses es van fusionar sota el nom de Camins de Ferro de Barcelona a Girona i la línia va arribar a Girona el 1862.
El 1875 es va fundar la Companyia dels Ferrocarrils de Tarragona a Barcelona i França, i tot seguit es varen reprendre les obres de la prolongació cap a França. Al final de 1877 ja s'arribava a Figueres i a principis del 1878 a Portbou i Cervera de la Marenda. Els trens provinents de Barcelona ja podien connectar amb els ferrocarrils francesos del Midi. Es trencava definitivament l'aïllament de Catalunya respecte de la resta d'Europa.
Al final del segle xix, arribà l'època de les grans fusions d'empreses ferroviàries i la línia de Portbou s'integrà dins la companyia de Madrid a Zaragoza y Alicante (MZA), que l'explotaria dins l'anomenada Xarxa Catalana. Durant la Guerra Civil Espanyola aquesta línia fou l'eix vital d'enllaç amb França i el 1941 passà a dependre de la nova empresa ferroviària estatal Red Nacional de los Ferrocarriles Españoles (RENFE).
A partir dels anys 50 la línia va ser progressivament modernitzada, primer amb l'electrificació fins a Girona (1958), que posteriorment s'ampliaria fins a Portbou (1964), i també amb nous sistemes de senyalització i seguretat. El 1977 es completà la instal·lació de la doble via a tot el traçat.

## Estacions
| Estació                | Municipi                    | Correspondències | Serveis                                                                       |
| ---------------------- | --------------------------- | ---------------- | ----------------------------------------------------------------------------- |
| Barcelona-Sants        | Barcelona                   |                  | Aparcament · Ascensor · Estació d'autobús · Servei d'autobús urbà · Cafeteria |
| Passeig de Gràcia      | Barcelona                   |                  | Servei d'autobús urbà                                                         |
| El Clot                | Barcelona                   |                  | Servei d'autobús urbà                                                         |
| Sant Andreu            | Barcelona                   |                  | Servei d'autobús urbà                                                         |
| Granollers Centre      | Granollers                  |                  | Aparcament · Estació d'autobús · Servei d'autobús urbà                        |
| Sant Celoni            | Sant Celoni                 |                  | Aparcament · Servei d'autobús urbà                                            |
| Gualba                 | Gualba                      |                  |                                                                               |
| Riells i Viabrea-Breda | Riells i Viabrea            |                  |                                                                               |
| Hostalric              | Hostalric                   |                  | Aparcament · Servei d'autobús urbà                                            |
| Maçanet-Massanes       | Maçanet de la Selva         |                  | Aparcament · Servei d'autobús urbà                                            |
| Sils                   | Sils                        |                  |                                                                               |
| Caldes de Malavella    | Caldes de Malavella         |                  |                                                                               |
| Riudellots             | Riudellots de la Selva      |                  | Aparcament                                                                    |
| Fornells de la Selva   | Fornells de la Selva        |                  | Aparcament                                                                    |
| Girona                 | Girona                      |                  | Aparcament · Ascensor · Estació d'autobús · Servei d'autobús urbà · Cafeteria |
| Celrà                  | Celrà                       |                  | Aparcament                                                                    |
| Bordils-Juià           | Juià                        |                  | Aparcament                                                                    |
| Flaçà                  | Flaçà                       |                  | Ascensor                                                                      |
| Sant Jordi Desvalls    | Sant Jordi Desvalls         |                  | Aparcament                                                                    |
| Camallera              | Saus, Camallera i Llampaies |                  | Aparcament                                                                    |
| Sant Miquel de Fluvià  | Sant Miquel de Fluvià       |                  | Aparcament                                                                    |
| Vilamalla              | Vilamalla                   |                  | Aparcament                                                                    |
| Figueres               | Figueres                    |                  |                                                                               |
| Vilajuïga              | Vilajuïga                   |                  | Aparcament                                                                    |
| Llançà                 | Llançà                      |                  |                                                                               |
| Colera                 | Colera                      |                  | Aparcament                                                                    |
| Portbou                | Portbou                     |                  |                                                                               |
| Cervera de la Marenda  | Cervera de la Marenda       |                  |                                                                               |